# گل طاووسی
گل طاووسی (نام علمی: Spartium junceum) نام یک گونه از راسته گل‌سرخ‌سانان است. به آن رتم، مست خدیجه و بداسقان هم گفته‌اند که عربی‌شدهٔ بذستکان فارسی است. این نام را در متون به شکل‌های بداشقان، بدسغان، باشغان. بدکشان، بدسکان، بذسقان و بدسقان هم نوشته‌اند.

## پراکندگی جغرافیایی
درختچه گل طاووسی بومی اکثر مناطق اروپا، از جمله بریتانیا، از اسکاندیناوی جنوبی به اسپانیا، شرق به لهستان و مجارستان است.

## ویژگی‌های ظاهری
طاووسی درختچه ای است به ارتفاع ۲ تا ۵ متر و دارای شاخه‌های متعدد به‌رنگ سبز است گل‌های درشت برنگ زرد طلایی و معطر آن به‌صورت خوشه‌های زیبا جلوه می‌کند. میوه‌اش نیام، بطول ۶ تا ۸ سانتیمتر و به پهنای ۵ تا ۶ میلی‌متر است.
برگ‌های این گیاه سبز تیره است و بر روی شاخه‌های محکمی قرار دارد. برگ‌ها کم‌تعداد هستند و در فصل‌های سرد می‌ریزند. این درختچه گل‌هایی به رنگ زرد، سفید و صورتی دارد که دارای عطری خوب است و از اوایل تا اواخر بهار بر روی شاخه‌ها دیده می‌شوند.

## رشد
این گیاه همیشه سبز به صورت بوته‌ای رشد می‌کند و رشد سریعی دارد، بسیار مقاوم بوده و همیشه در خاک‌های خشک و شنی، مکان‌های آفتابی و در ارتفاعات کم یافت می‌شود.
درخت گل طاووسی می‌تواند به ارتفاع ۱ تا ۳ متر رشد کند و ساقه اصلی اش معمولاً قطر نزدیک به ۵ سانتی‌متر دارد. تحمل بالایی در برابر خشکی و سرما دارد و در دمای ۲۵- درجه سانتی‌گراد نیز زنده می‌ماند.

## کاربردها

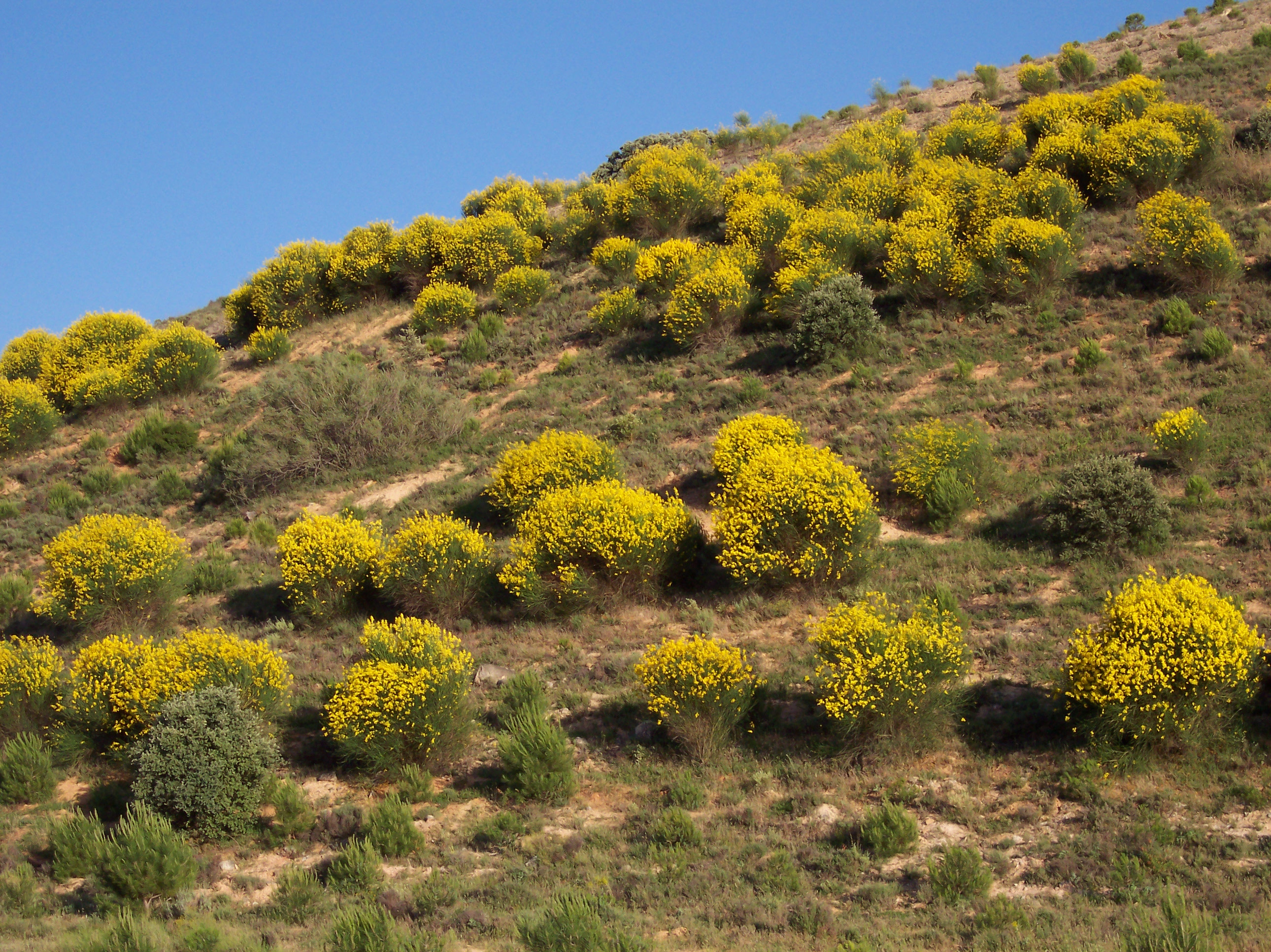
گل‌های طاووسی در باغ گیاه‌شناسی سلطنتی، مادرید

برخی از گونه‌های طاووسی را برای جلوگیری از فرسایش خاک در مناطق گرم نیز می‌کارند، زیرا در ریشه این گیاه باکتریهایی وجود دارند که سبب تثبیت اَزُت در خاک می‌شوند. در پزشکی سنتی، از شاخه‌های جوان برخی از گونه‌های طاووسی برای تهیه داروهای مُدِر (ادرارآور) استفاده می‌کنند.
کاشت گل طاووسی به‌دلیل گلبرگ‌های معطر در شهرها گسترش زیادی یافته است.

## نگارخانه

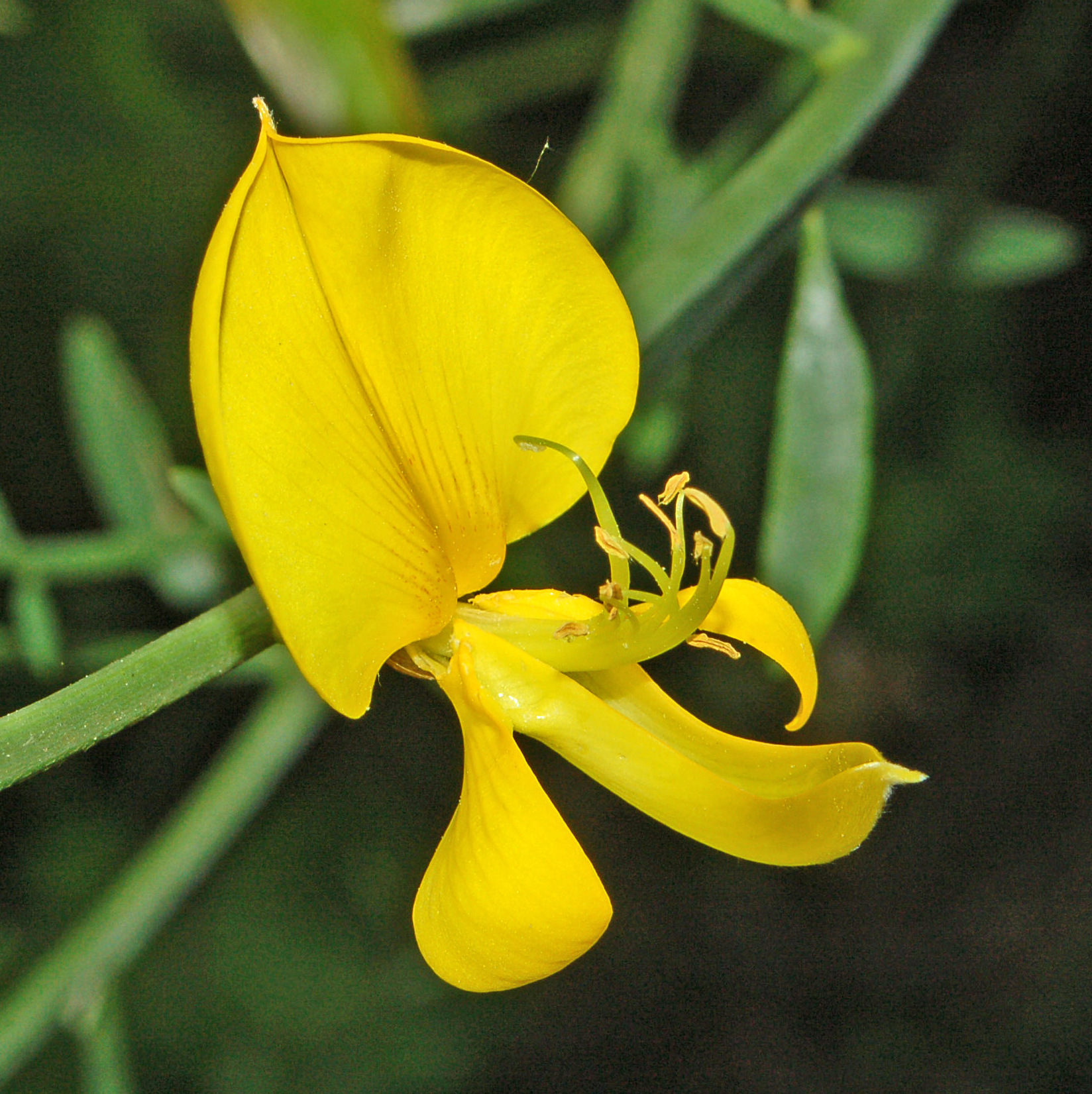
گل طاووسی از نزدیک
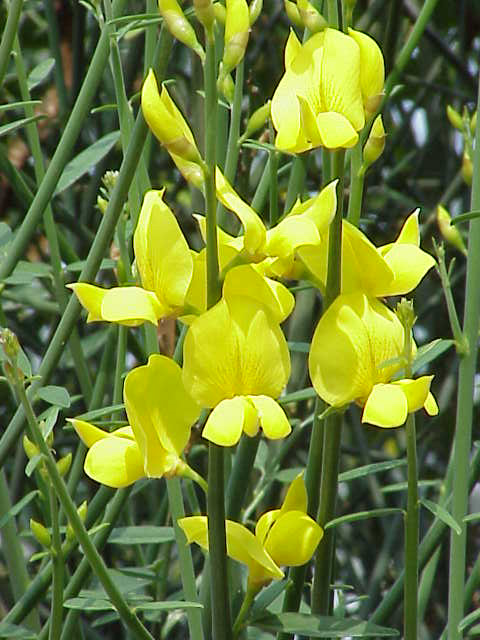
گل‌ها
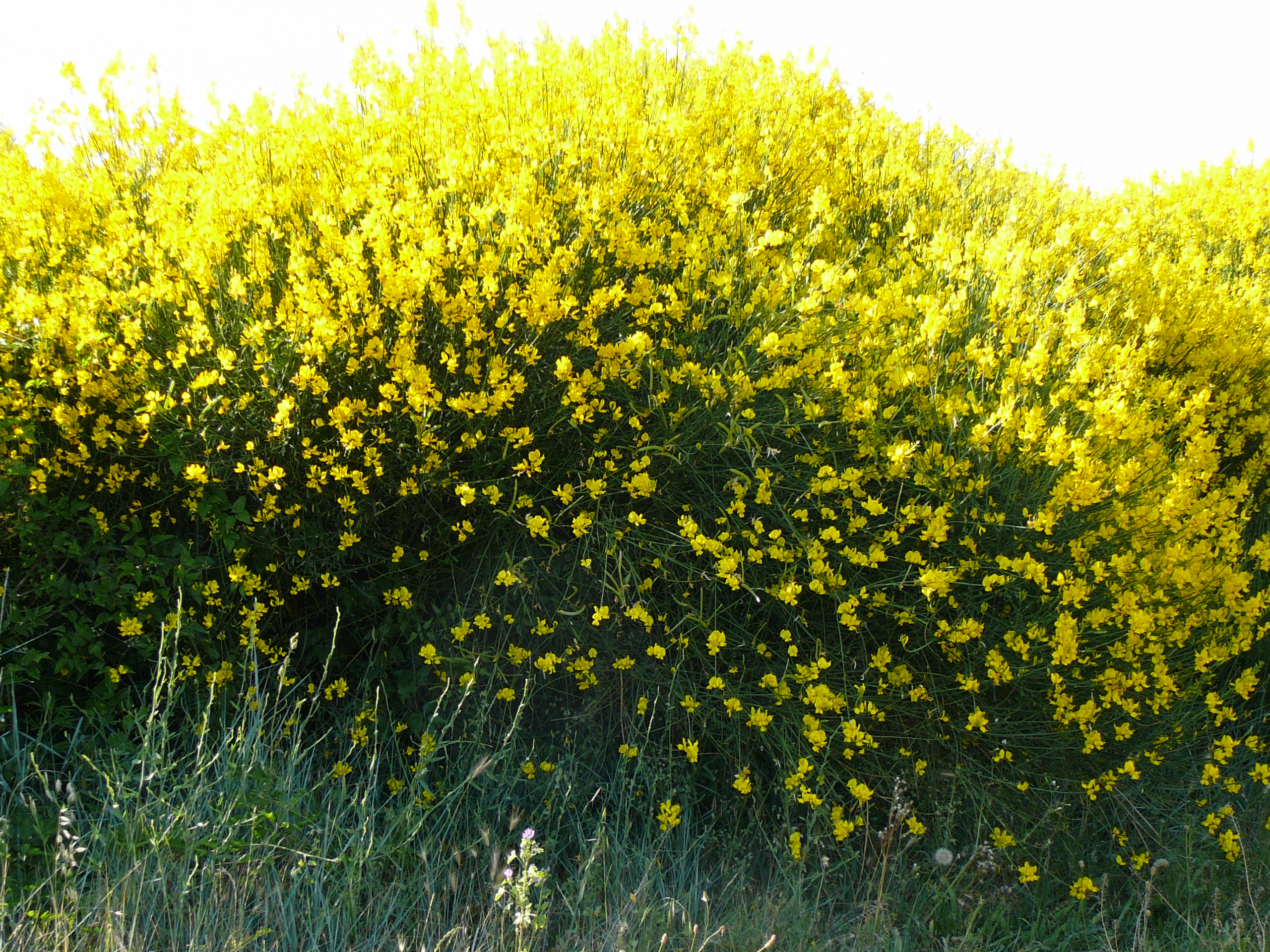
بوتهٔ طاووسی)
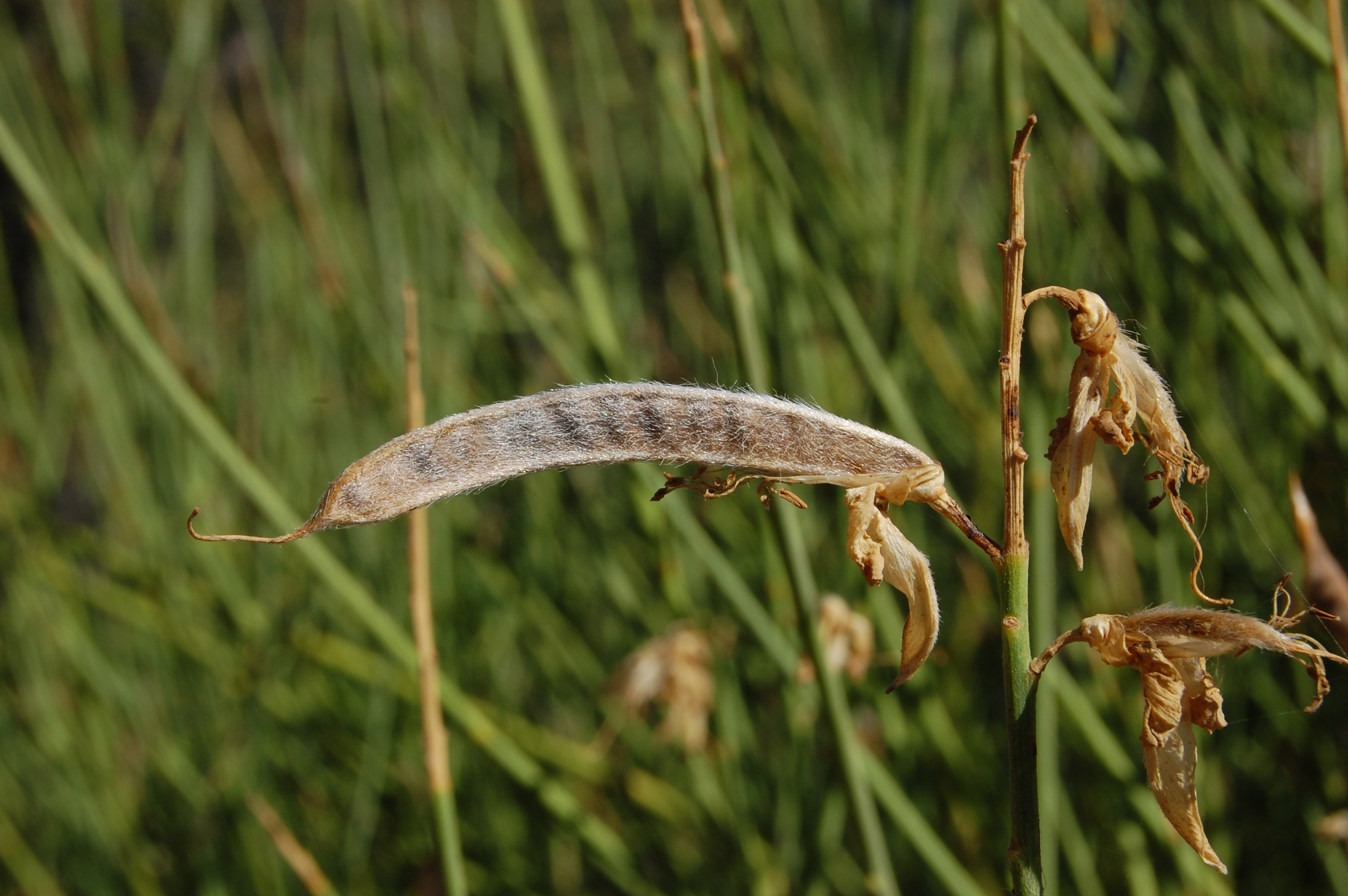
میوهٔ غلافی طاووسی که دانه‌ها را در خود دارد